# Blas María Colomer
Pour les articles homonymes, voir Colomer.
Blas María Colomer est un pianiste et compositeur espagnol naturalisé français, né le 3 février 1839 à Valence et mort le 27 juin 1917 à Paris.

## Biographie
Blas María Colomer (B.-M. Colomer) naît à Valence en Espagne le 3 février 1839,.                                    
Il étudie au Conservatoire de Paris, où il obtient un 1er prix de piano en 1860, dans la classe d'Antoine-François Marmontel, et un 1er prix d'harmonie et accompagnement dans la classe de François Bazin en 1863,.                                    
Il est naturalisé français en 1868,, et enseigne à l'Académie internationale de musique à partir de 1885 ainsi qu'à la Maison de la Légion d'honneur de Saint-Denis, à partir de 1890.                                    
Pianiste réputé, Colomer est membre de divers jurys de concours, à l'École normale de musique ainsi qu'au Conservatoire de Paris, notamment.                                    
Comme compositeur, il fait jouer à la Société nationale de musique huit partitions entre 1882 et 1884, dont la Chasse fantastique pour 2 pianos à 8 mains, interprétée par d'Indy, Pierné, Paul Braud et l'auteur, ou l'ouverture orchestrale Théodoric et deux concertos pour piano. En 1886, l'Association artistique d'Angers lui consacre un programme entier. Ses œuvres sont également données à la Société des compositeurs de musique.                                    
En 1885, Blas María Colomer est archiviste de l'Association départementale des compositeurs.                                    
En 1889, il est lauréat du Prix Rossini décerné par l'Académie des beaux-arts,.                                    
En 1890, il est nommé officier de l'Instruction publique, puis chevalier dans l'Ordre de la Légion d'honneur le 31 décembre 1895,.                                    
En 1900, il reçoit une récompense à l'Exposition universelle de Paris.                                    
Son catalogue d'œuvres comporte plus d'une centaine de partitions, éditées par Grus, Girod et Heugel, dont de nombreuses pièces de salon pour piano mais également des pages symphoniques ou pour le théâtre, et de la musique de chambre. Il est aussi l'auteur d'ouvrages didactiques de solfège et de piano.                                    
Blas María Colomer meurt à Paris le 27 juin 1917, en son domicile du 84 rue Blanche (9e arrondissement de Paris),.                                    